# Ritchey (cràter)
|  | No s'ha de confondre amb cràter marcià Ritchey (cràter marcià). |

Ritchey és un petit cràter d'impacte situat a l'est d'Albategnius, a les terres altes del centre de la Lluna.

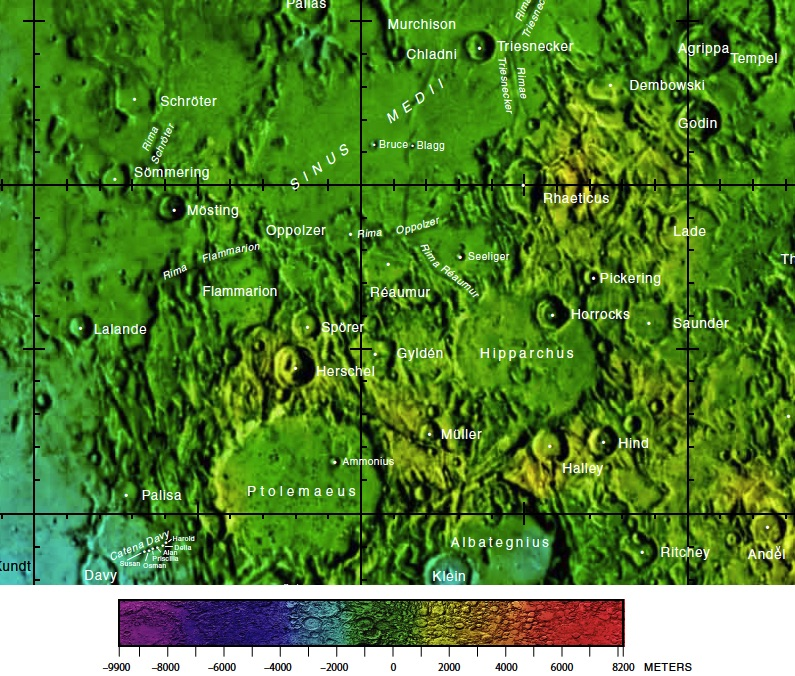
Localització de Ritchey (inferior dreta de la imatge)
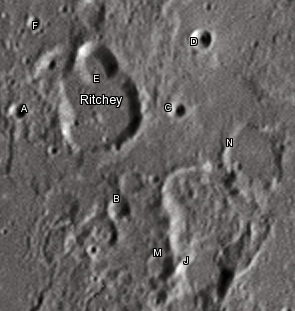
Cràters satèl·lit
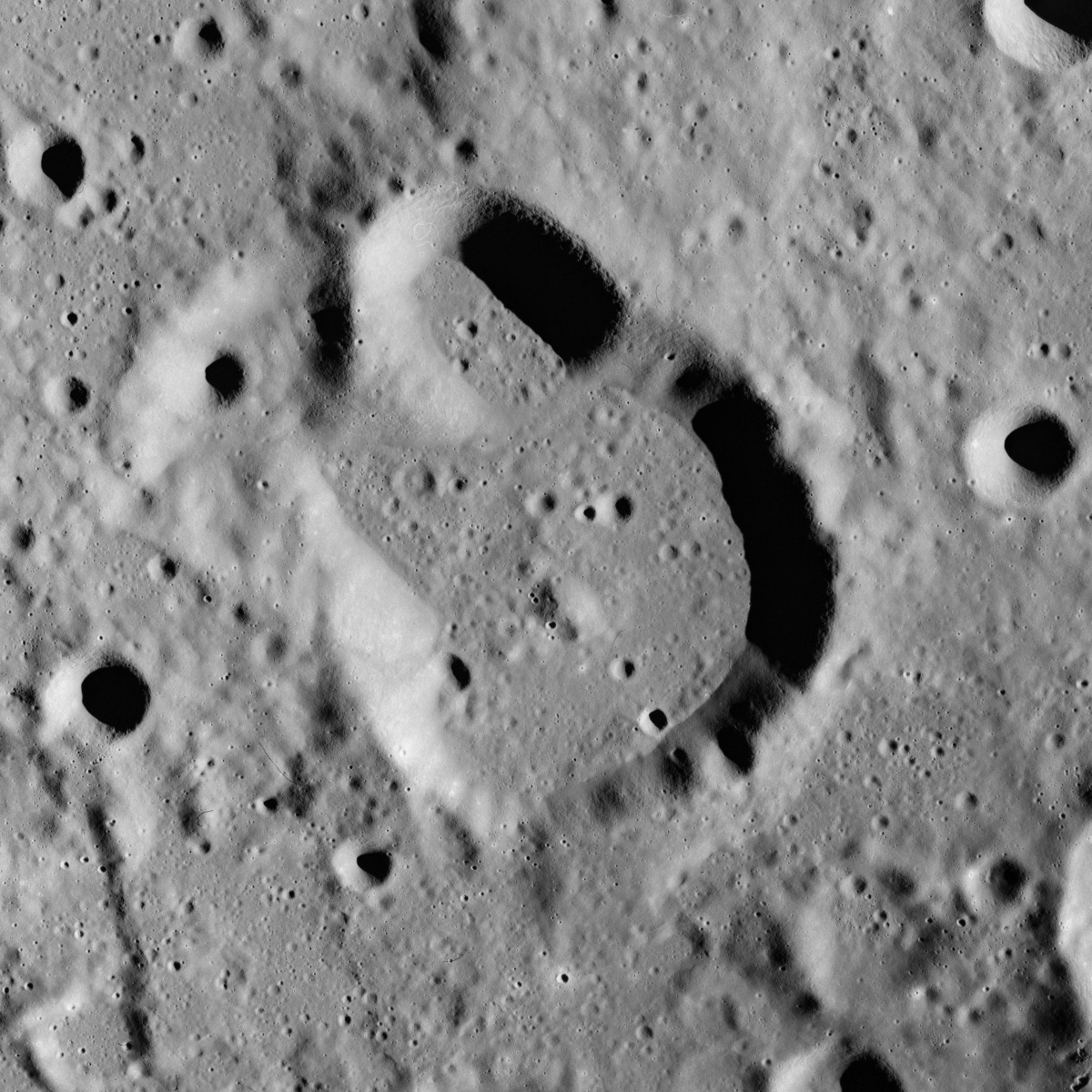
Fotografia de la missió Apollo 16

La seva vora una mica angulosa es veu interrompuda a la paret nord-oest per un parell de petits cràters adjacents. El sòl de Ritchey és força pla, amb un parell de petits monticles centrals.

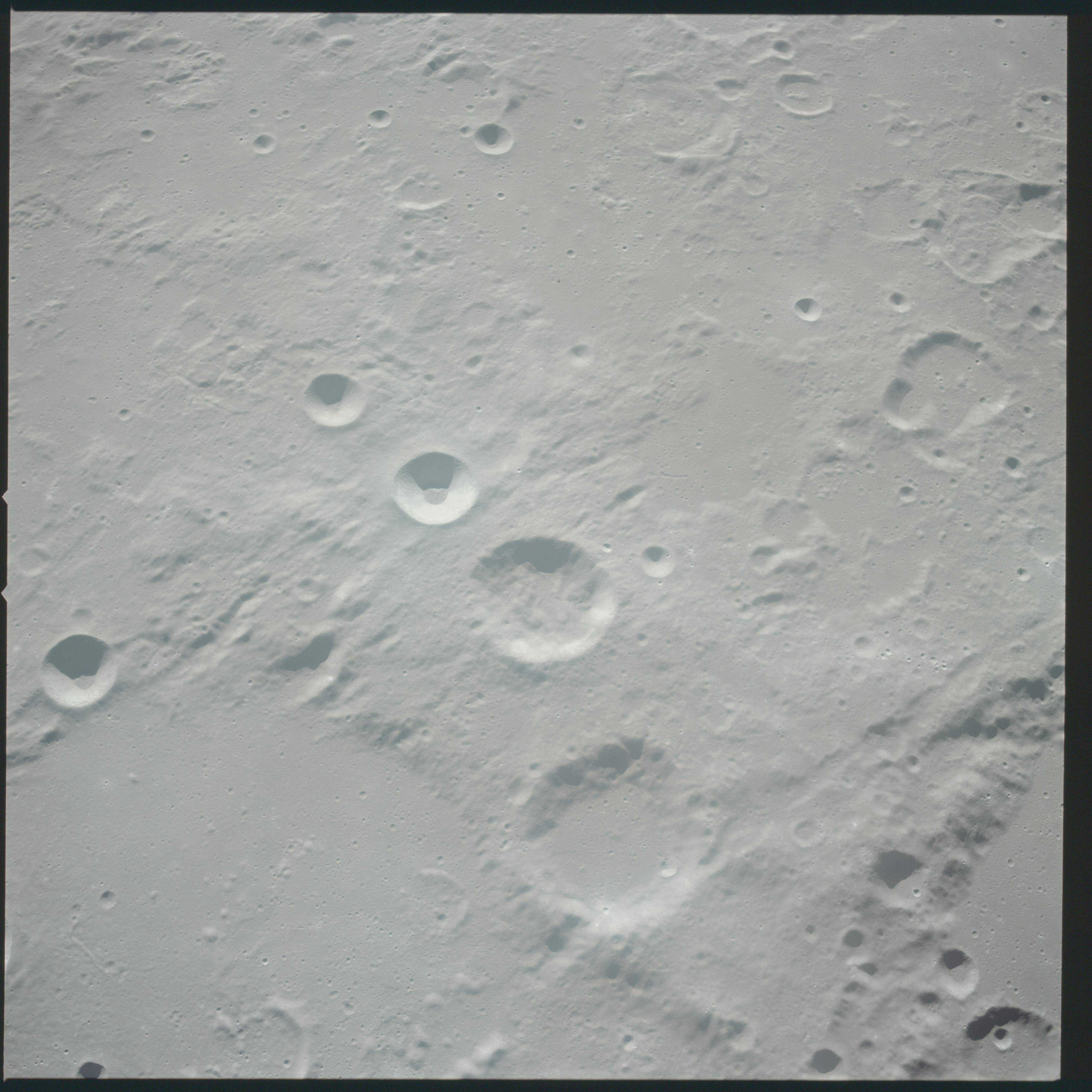
Fotografia de la Missió Apollo 12. Un sector de la gran conca de Hipparchus a baix a l'esquerra; Halley a la dreta, tangent a la vora de Hipparchus; Hind a dalt i a l'esquerra de Halley; i Ritchey, amb la seva característica forma de «8», més lluny, a dalt i a la dreta de Halley

## Cràters satèl·lit
Per convenció aquests elements són identificats en els mapes lunars posant la lletra en el costat del punt central del cràter que està més proper a Ritchey.
| Ritchey | Coordenades                          | Diàmetre |
| ------- | ------------------------------------ | -------- |
| A       | 11° 18′ S, 7° 42′ E / 11.3°S,7.7°E   | 6 km     |
| B       | 11° 54′ S, 8° 54′ E / 11.9°S,8.9°E   | 7 km     |
| C       | 10° 54′ S, 9° 12′ E / 10.9°S,9.2°E   | 6 km     |
| D       | 10° 12′ S, 9° 12′ E / 10.2°S,9.2°E   | 6 km     |
| E       | 10° 42′ S, 8° 24′ E / 10.7°S,8.4°E   | 14 km    |
| F       | 10° 30′ S, 7° 36′ E / 10.5°S,7.6°E   | 4 km     |
| J       | 12° 18′ S, 9° 54′ E / 12.3°S,9.9°E   | 17 km    |
| M       | 12° 24′ S, 9° 30′ E / 12.4°S,9.5°E   | 8 km     |
| N       | 11° 06′ S, 10° 00′ E / 11.1°S,10.0°E | 17 km    |